# Бути Джоном Малковичем
«Бути Джоном Малковичем» (англ. Being John Malkovich) — дебютна стрічка режисера Спайка Джонза, що вийшла на екрани у 1999 році.

## Сюжет
Актор Крейг Шварц влаштовується на нову роботу. Місце роботи доволі дивне. Воно розташоване на 7½ поверсі і там неможливо випростатися на повний зріст. За одною з шаф є двері, що ведуть у голову відомого голлівудського актора Джона Малковича. Крейг і його колега Максім організують бізнес — за $200 кожен охочий може на 15 хвилин побути в тілі самого Малковича.
Крейг закохується в яскраву та незалежну Максін, яка так не схожа на його дружину.

## У ролях
| Актор           | Роль                  |
| --------------- | --------------------- |
| Джон К'юсак     | Крейг Шварц           |
| Камерон Діас    | Лотте Шварц           |
| Джон Малкович   | Джон Гораціо Малкович |
| Кетрін Кінер    | Максін Ланд           |
| Орсон Бін       | Доктор Лестер         |
| Мері Кей Плейс  | Флоріс                |
| Чарлі Шин       | у ролі самого себе    |
| Шон Пенн        | у ролі самого себе    |
| Бред Пітт       | у ролі самого себе    |
| Октавія Спенсер | жінка у ліфті         |
| Віллі Гарсон    | хлопець у ресторані   |